# 上梅德別日亞河
上梅德別日亞河是俄羅斯的河流，位於堪察加半島，河道全長約14公里，河水主要來自融雪、雨水、地下水和冰川，最終注入夏皮納河，是虹鱒和遠東紅點鮭的棲息地。